# Oskar Schindler
Oskar Schindler (IPA: [ˈɔs.kaʁ ˈʃɪnd.lɐ], ; Zwittau, 28 aprile 1908 – Hildesheim, 9 ottobre 1974) è stato un imprenditore e filantropo tedesco.
È ricordato per aver salvato più di 1000 ebrei dallo sterminio della Shoah, durante la seconda guerra mondiale; nonostante non se ne conosca il numero esatto, secondo alcune fonti furono tra i 1200 e i 1300. Schindler utilizzò il pretesto di impiegarli come personale necessario allo sforzo bellico presso la sua fabbrica di utensili, la D.E.F. (Deutsche Emaillewaren-Fabrik), situata in via Lipowa n. 4, nel distretto industriale di Zabłocie, a Cracovia.
L'intera vicenda fu divulgata al grande pubblico grazie all'incontro tra lo scrittore australiano Thomas Keneally e il negoziante Leopold Pfefferberg (detto Poldek), un sopravvissuto allo sterminio grazie a Schindler e del quale, dopo la guerra, divenne fraterno amico. Keneally fu colpito dalla storia e, stabiliti vari contatti con gli altri Schindlerjuden (gli "ebrei di Schindler"), nel 1982 scrisse il romanzo La lista di Schindler da cui, successivamente, fu tratto il celebre film del 1993 Schindler's List - La lista di Schindler, diretto da Steven Spielberg.

## Biografia
(Dedica alla memoria sulla tomba di Oskar Schindler)

### I primi anni
Oskar era il primogenito di una famiglia di tedeschi sudeti nato da Johann Schindler (detto Hans), imprenditore agricolo, e Franziska Luser (detta Fanny). Nacque nella città di Zwittau, in una regione al confine tra Boemia e Moravia (all'epoca ricompresa nei confini dell'Impero austro-ungarico), ma con una popolazione di prevalente origine e lingua tedesche. Aveva una sorella, Elfriede, nata il 7 marzo 1915 (morta nel 1955). Amico di una famiglia ebrea vicina di casa, dopo le scuole medie si iscrisse a un istituto tecnico, da cui fu espulso nel 1924 per aver falsificato la propria pagella scolastica. Riuscì comunque a completare gli studi qualche anno più tardi, senza tuttavia conseguire l'Abitur, e in seguito frequentò alcuni corsi di avviamento professionale a Brno. Appassionato di motociclette, nel 1927 acquistò una Guzzi 250, con cui disputò delle gare locali. Poi, nel 1928, si innamorò della connazionale Emilie Pelzl, che sposò il 6 marzo dello stesso anno. Tuttavia, non fu un matrimonio felice, per via delle infedeltà di Oskar; i due non ebbero figli. In un suo scritto del 1997, la signora Pelzl tratteggiò un ricordo del marito con queste parole:
Dopo il matrimonio, Schindler cominciò a intraprendere varie professioni, tra le quali il tecnico alla Moravian Electrotechnic, quindi gestore di una scuola guida, poi rappresentante di commercio. Nel 1930 partì per il servizio militare nel 10º reggimento di fanteria della 31ª Armata delle forze armate cecoslovacche. Al ritorno dal servizio militare, trovò impiego alla Jaroslav Simek Bank di Praga. Nel 1932 Schindler fu arrestato più volte per ubriachezza, oltre a intraprendere una relazione extraconiugale con l'ex compagna di scuola Aurelie Schlegel, che gli diede una figlia, Emily (1933), e un figlio, Oskar Jr. (1935), quest'ultimo mai riconosciuto dal padre.
Il 1935 fu un anno di crisi: suo padre Johann, alcolizzato, abbandonò la moglie, per poi morire qualche mese dopo. Nel frattempo, le scarse risorse economiche lo portarono ad avvicinarsi al mondo della politica, diventando prima membro del Partito dei Tedeschi dei Sudeti, mentre l'anno dopo fu reclutato dall'Abwehr, il servizio segreto militare tedesco, ai fini di spionaggio industriale nei confronti delle ferrovie e delle industrie cecoslovacche, in previsione dell'occupazione tedesca della zona, che avvenne nel settembre 1938. Per tal motivo, il 18 luglio dello stesso anno venne arrestato dal governo ceco.
Quasi sull'orlo di una condanna a morte, fu invece rilasciato pochi mesi dopo, quando il trattato di Monaco sancì l'annessione di parte della Cecoslovacchia alla Germania nazista. Nel 1939 divenne ufficialmente membro del Partito Nazista tedesco, con una promettente carriera nell'Abwehr, che gli procurò amicizie influenti non solo nella Gestapo, ma in tutto l'ambiente industriale, economico e politico tedesco, oltre a una rapida ascesa economica. Si trasferì quindi con la moglie a Ostrava, ai confini con la Polonia, dove conobbe il contabile ebreo Itzhak Stern.

### I primi affari
Amante del rischio, nonostante le leggi razziali naziste entrate in vigore, a Ostrava intrattenne affari con la comunità ebraica polacca, raccogliendo e nascondendo documenti segreti insieme alla moglie. Si trasferì quindi stabilmente a Cracovia, portandosi Itzhak Stern come suo contabile. Qui rilevò a basso prezzo dalla comunità ebraica la fabbrica di utensili da cucina Rekord, fondata soltanto due anni prima, nel marzo 1937, e che egli rinominò in Deutsche Emaillewaren-Fabrik (Fabbrica tedesca di prodotti smaltati) o Emalia, la cui sede fu in via Lipowa n. 4, nel quartiere industriale di Zablocie. Nel periodo 1940-1941, Schindler abbandonò l'assunzione di manodopera polacca per assumere operai ebrei a basso costo, i quali, nel frattempo, furono confinati nel ghetto per opera delle Schutzstaffel.

### La guerra

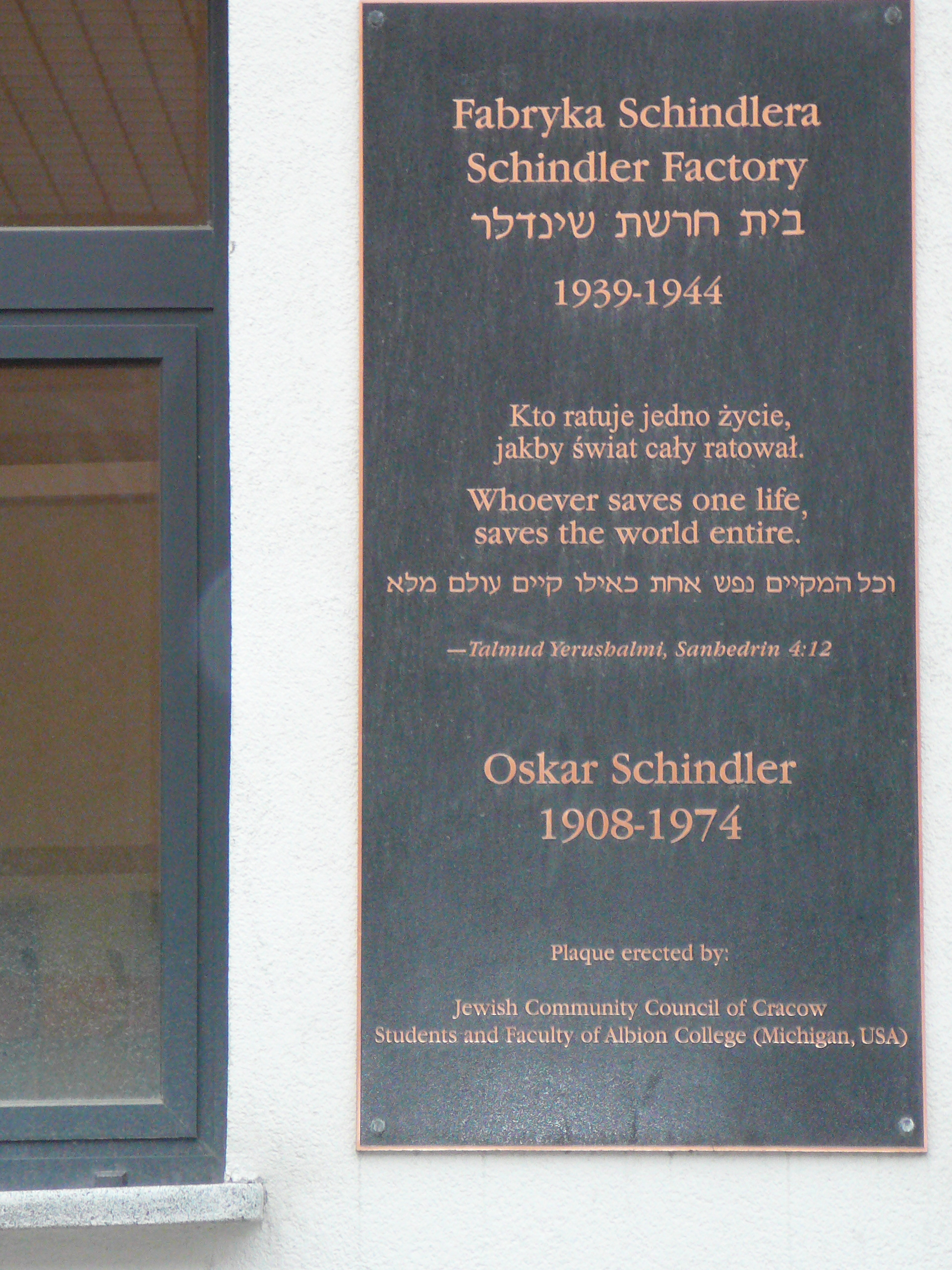
Targa commemorativa all'ingresso della fabbrica di Oskar Schindler a Cracovia, 2010

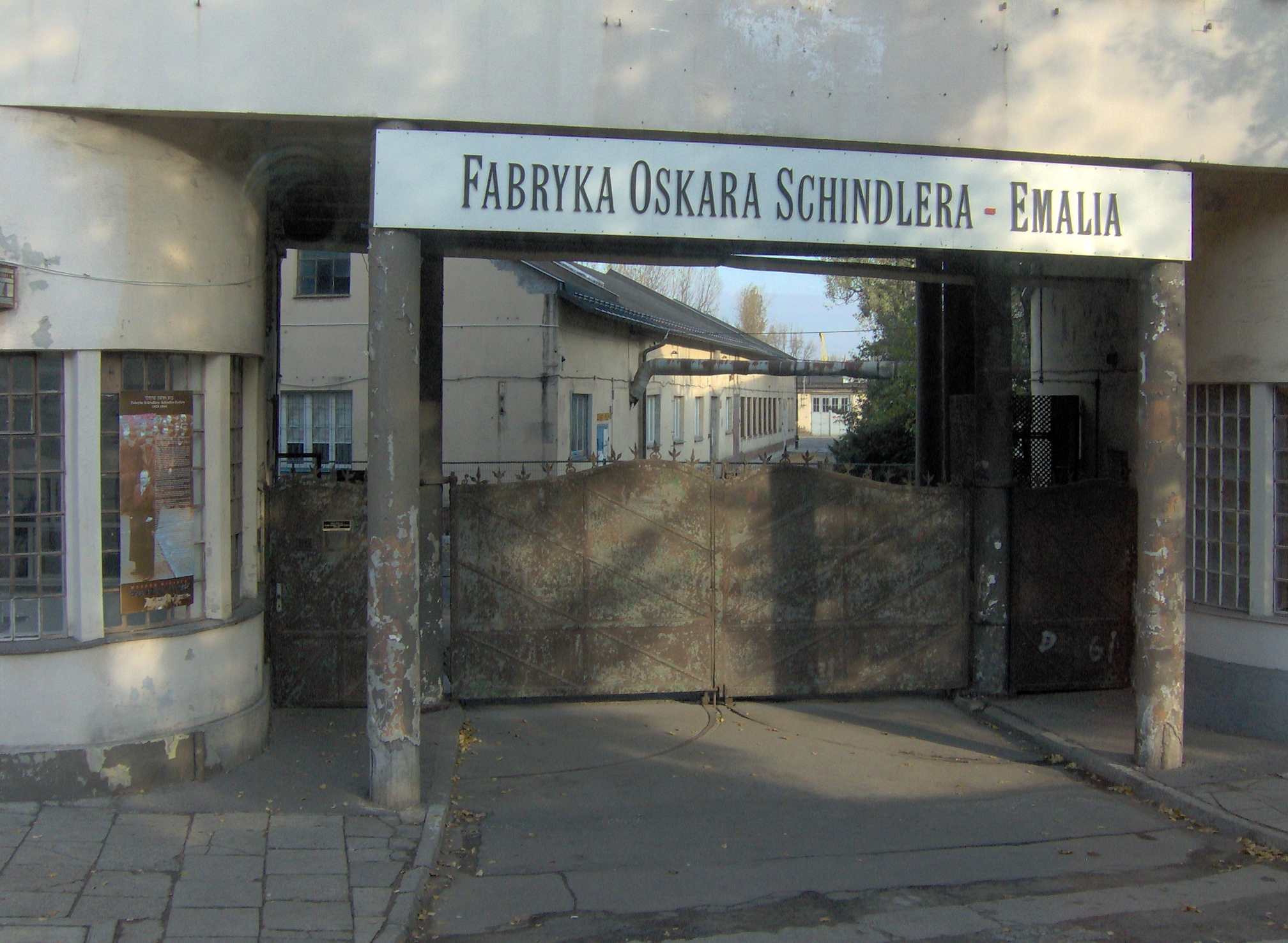
La fabbrica di Schindler a Cracovia

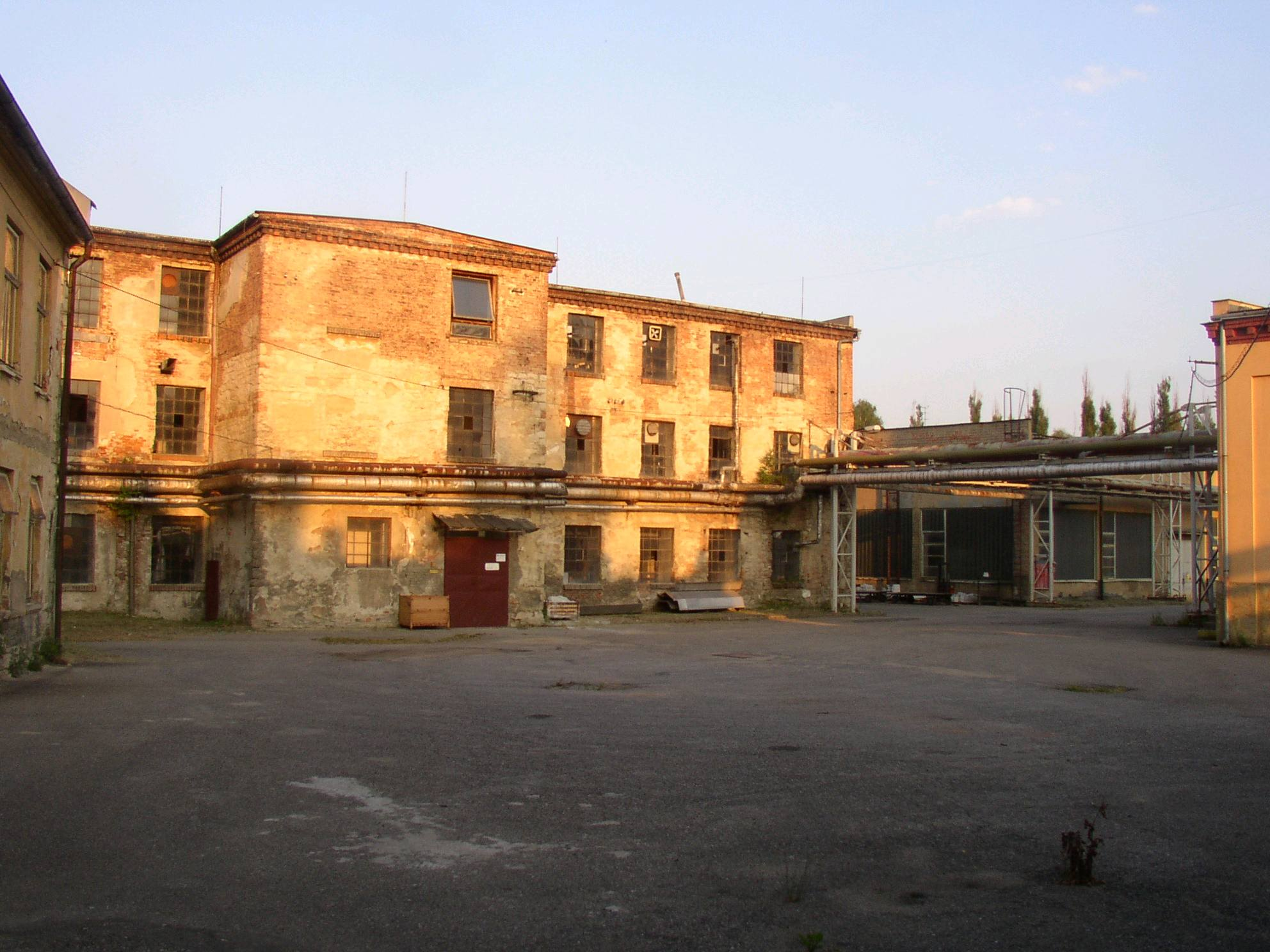
La fabbrica di Schindler a Brněnec, 2004

Nel 1941, in piena guerra, la produzione della fabbrica passò dagli utensili per cucina alla costruzione di sola attrezzatura bellica. Nel 1942 Schindler assistette ai rastrellamenti di Cracovia, dove migliaia di ebrei vennero prima umiliati e selvaggiamente picchiati e poi successivamente portati nel campo di concentramento di Kraków-Płaszów. Dopo queste orribili visioni, sfruttò al meglio le sue capacità di mediatore e, visti i buoni rapporti che aveva con Amon Göth, comandante del suddetto campo, riuscì a trasferire circa 900 ebrei nella sua fabbrica, tenendoli al sicuro dalle barbarie tedesche.
Il piano, tuttavia, non andò come sperato. Con l'invasione dell'Armata Rossa, i nazisti iniziarono a uccidere tutti gli ebrei presenti nei campi e quelli che erano nascosti nelle varie città. Schindler fortunatamente riuscì a trasferire ancora una volta tutti i suoi Schindlerjuden («gli ebrei di Schindler»), portandoli al sicuro a Brunnlitz, in Cecoslovacchia, dove vennero nascosti in un'altra fabbrica.

### Dopo la guerra

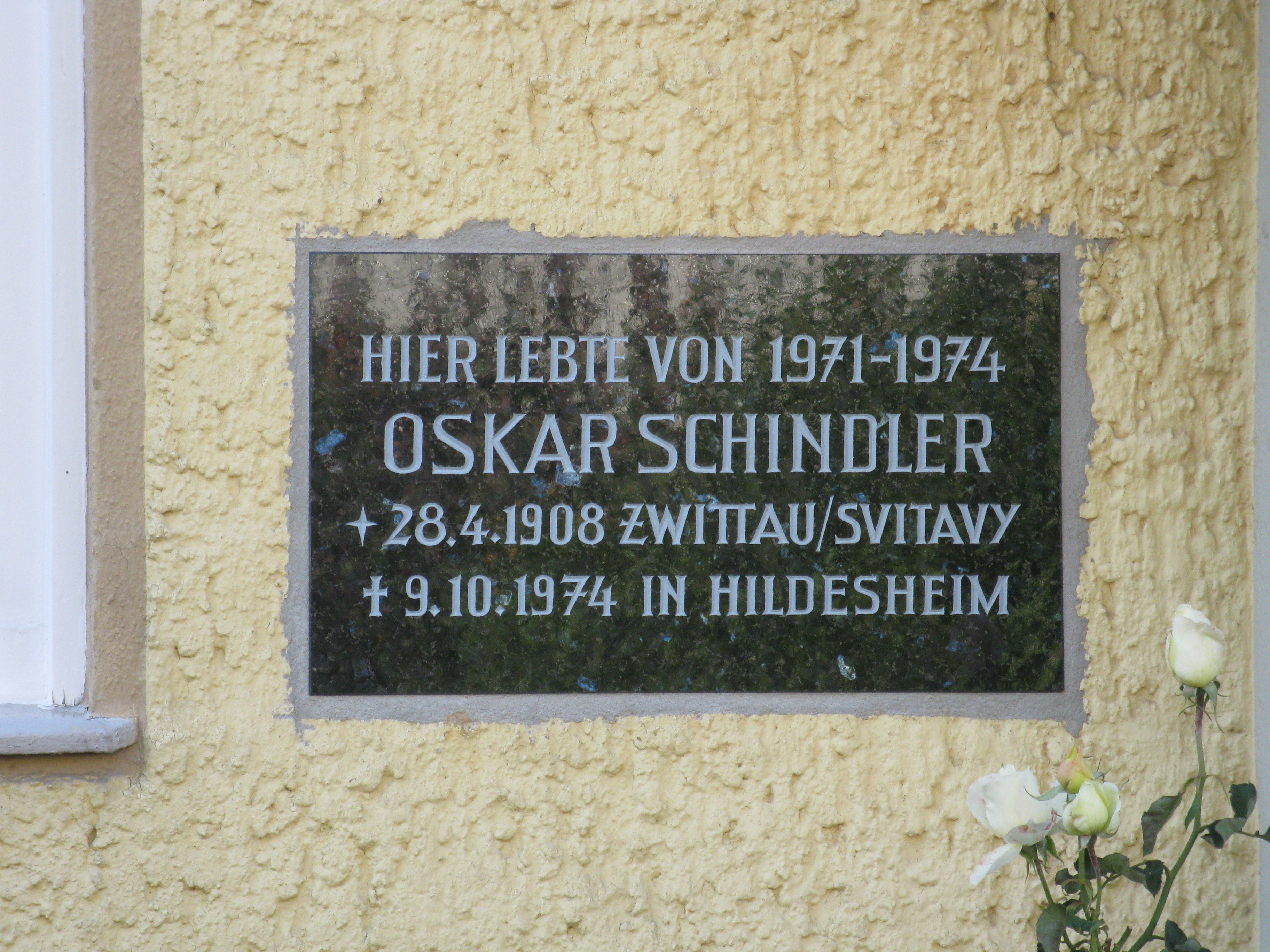
Targa commemorativa nella Göttingstraße 30, Hildesheim, ove visse fra il 1971 e il 1974

Appena terminata la seconda guerra mondiale, dovette immediatamente fuggire dalla Germania, in quanto appartenente al Partito Nazista tedesco: già nel 1946, infatti, fu aperto a suo carico un processo in contumacia. Trovò rifugio in Argentina, dove tentò, senza successo, qualche attività imprenditoriale. Ritornò in Germania nel 1958, dove ottenne la separazione dalla moglie e dove la sua situazione fu subito chiarita dalle autorità tedesche, le quali, nel 1965, gli riconobbero il merito di aver salvato centinaia di vite, conferendogli l'onorificenza della Croce al Merito di I Classe della Repubblica Federale Tedesca.
Nel 1961, in occasione della sua prima visita in Israele, ricevette la calorosa accoglienza di 220 sopravvissuti. Da allora visse tra Israele e Germania, dove riuscì a vivere grazie all'ospitalità e al sostegno economico di alcuni degli ebrei che aveva salvato. In patria, infatti, Schindler tentò senza successo di riprendere la professione di imprenditore, ma, di fatto, non si risollevò più dalla povertà. Il 18 luglio 1967 l'apposita commissione israeliana Yad Vashem decise di riconoscere Oskar Schindler Giusto tra le nazioni; tale decisione fu confermata il 24 giugno 1993 ed estesa alla moglie di Schindler, Emilie.

### La morte

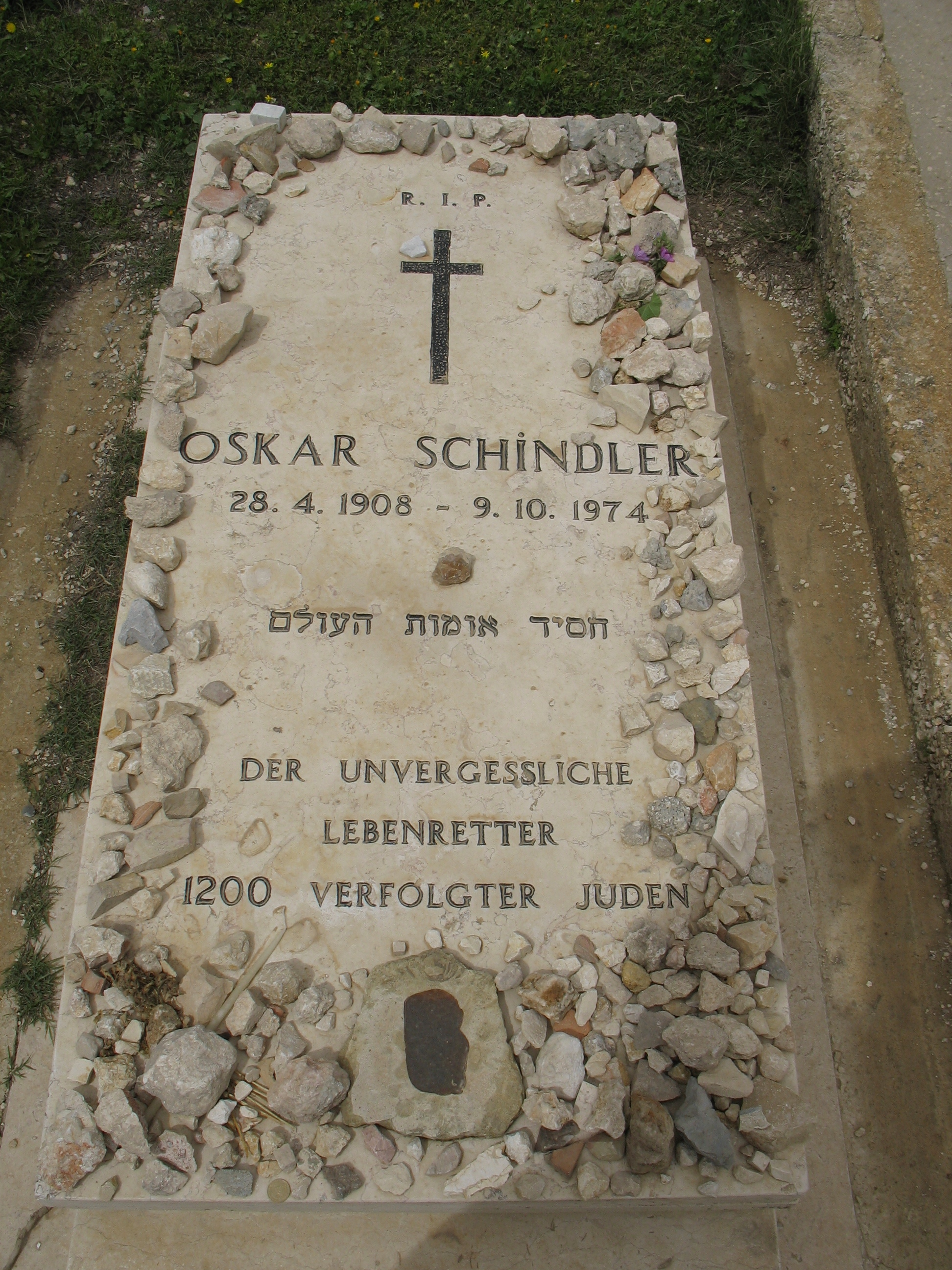
La tomba di Oskar Schindler

Morì il 9 ottobre 1974 a Hildesheim, a seguito di un infarto miocardico acuto. Per suo stesso volere, la sua salma fu subito traslata nel piccolo cimitero francescano cattolico, che si trova vicino al sito della Dormizione di Maria sul monte Sion, nella parte vecchia di Gerusalemme, in Israele.
La stessa tomba compare nelle ultime sequenze a colori del film Schindler's List - La lista di Schindler del 1993, quando i veri ebrei superstiti, ormai anziani, vengono accompagnati dagli attori a deporre un sasso sulla lapide (un'usanza ebraica). L'epitaffio sulla lapide reca le iscrizioni «Giusto tra le nazioni», in ebraico, e «Il salvatore indimenticabile di 1200 ebrei perseguitati», in tedesco.

## La lista di Schindler
Nel corso della guerra, Schindler fece redigere a macchina, quasi sempre dalla sua segretaria Mimi Reinhardt, varie liste scritte di ebrei che egli tentò di salvare dall'Olocausto, in buona parte riuscendovi, sempre col pretesto di assumerli come manodopera per la fabbrica. Tra le più importanti, c'è una lista di 1117 nomi, che fu conservata da uno dei sopravvissuti. L'ultima lista invece, risale al 18 aprile 1945, e contiene 801 nomi.
Questa fu ritrovata per caso nel 1999, in una valigia che lo stesso imprenditore dimenticò nella casa di una coppia di amici a Stoccarda, per passare poi nelle mani dei collezionisti californiani Gary Zimet ed Eric Garin.
Nel 2009 fu esposta anche la copia-carbone della stessa, presso la biblioteca di Sydney, in Australia, precedentemente recuperata da Thomas Keneally. Con la fama che ottenne la storia negli anni più recenti, la battitura originale fu messa in vendita all'asta su eBay nel luglio 2013 con una base di ben tre milioni di dollari.

## Onorificenze

### Onorificenze straniere
- Giusto tra le Nazioni (Israele), 1993

## Libri
La vicenda di Oskar Schindler è anche raccontata, in forma romanzata, nel libro per ragazzi Oskar Schindler il Giusto dell'autrice Nicoletta Bortolotti.